# Joseph Millson
Joseph Millson (* 27. April 1974 in Berkshire, England) ist ein britischer Schauspieler.

## Karriere
Im Alter von sechzehn Jahren entschied sich Millson dazu Schauspieler zu werden. Wenig später absolvierte Millson seine Schauspielausbildung auf der Rose Bruford Acting School in London. Seinen Auftritt in La Belle Dame Sans Merci by John Keats im Jahr 1996 brachte ihm eine erste Erwähnung in einem Filmabspann. Bekannt wurde Millson durch die Rolle des Dr. Sam Morgan in der Arztserie Peak Practice. 2006 spielte Milson den MI6 Agenten Carter im Kinofilm James Bond 007 – Casino Royale. Von 2007 bis 2008 war er als der alleinerziehende Vater Alan Jackson in der Fernsehserie The Sarah Jane Adventures zu sehen. Von 2011 bis 2013 stellte er den Arzt Luc Hemingway in der britischen Fernsehserie Holby City dar. Seit 2015 spielt Millson Major Robert Ross in der britischen Fernsehserie Banished. Neben seinen Auftritten in Film und Fernsehen ist Millson auch im Theater zu sehen. So spielte er im Jahr 2014 die Titelrolle im Theaterstück Macbeth am Shakespeare’s Globe in London.

## Privatleben
1999 heiratete Joseph Millson seine Partnerin Caroline Fitzgerald. Das Paar hatte einen gemeinsamen Sohn und eine gemeinsame Tochter. Im Jahr 2012 ließen Millson und Fitzgerald sich scheiden. Mitte desselben Jahres datete Millson die Downton Abbey Darstellerin Michelle Dockery. Das Paar trennte sich nach fünf Monaten. Im Jahr 2013 heiratete er Sarah-Jane Potts. Diese hatte er bei Dreharbeiten zu der Fernsehserie Holby City kennengelernt.

## Filmografie (Auswahl)
- 1996: La Belle Dame Sans Merci by John Keats
- 1999–2001: Peak Practice (Fernsehserie, 23 Folgen)
- 2002: EastEnders (Fernsehserie, 2 Folgen)
- 2002–2013: Holby City (Fernsehserie, 32 Folgen)
- 2003: Doctors (Fernsehserie, 1 Folge)
- 2006: New Tricks – Die Krimispezialisten  (New Tricks, Fernsehserie, 1 Folge)
- 2006: James Bond 007 – Casino Royale
- 2007: Talk to Me (Fernsehserie, 4 Folgen)
- 2007–2008: The Sarah Jane Adventures (Fernsehserie, 12 Folgen)
- 2008: Inspector Barnaby (Midsomer Murders, Fernsehserie, 1 Folge)
- 2008: Abraham's Point
- 2009: Ashes to Ashes – Zurück in die 80er (Ashes to Ashes, Fernsehserie, 1 Folge)
- 2009: Enid (Fernsehfilm)
- 2010: Devil's Bridge
- 2010: Reunited (Fernsehfilm)
- 2010: S.N.U.B!
- 2011: Campus (Fernsehserie, 6 Folgen)
- 2013: Das hält kein Jahr…! (I Give It a Year)
- 2013: Die Nacht bringt den Tod (Dead of the Nite)
- 2013: The Dead 2
- 2013: The Magnificent Eleven
- 2014: Law & Order: UK (Fernsehserie, 1 Folge)
- 2014: Penny Dreadful (Fernsehserie, 1 Folge)
- 2014: 24: Live Another Day (Fernsehserie, 3 Folgen)
- 2015: Banished (Fernsehserie, 7 Folgen)
- 2015: Inspector Barnaby (Fernsehserie, 1 Folge)
- 2015–2020: The Last Kingdom (Fernsehserie, 7 Folgen)
- 2018: Ransom (Fernsehserie, 1 Folge)
- 2019: Grantchester (Fernsehserie, 1 Folge)
- 2019: Angel Has Fallen
- 2021: Der junge Inspektor Morse (Endeavour, Fernsehserie, 1 Folge)
- 2021: Creation Stories
- 2022: Moon Knight (Fernsehserie, Folge 1x04)
- 2022: The Chelsea Detective (Fernsehserie, 1 Folge)
- 2025: The Amateur